# DSA-691
La DSA-691 es una carretera perteneciente a la Red Secundaria de la Diputación Provincial de Salamanca que une la  N-620  con la localidad de Espino de la Orbada.

## Origen y Destino
La carretera  DSA-691  tiene su origen en Parada de Rubiales en la intersección con la carretera  N-620 , y termina en Espino de la Orbada en la intersección con la carretera  DSA-690  formando parte de la Red de carreteras de Salamanca.